# Związek Urzędników Kolejowych RP
Związek Urzędników Kolejowych RP (ZUK), jedna z działających w okresie międzywojennym w środowisku pracowników kolejowych organizacji związkowych, powstały w 1920 jako Zrzeszenie Pracowników Biurowych Kolei Polskich z siedzibą w Warszawie; w listopadzie 1924 połączył się ze Związkiem Urzędników Kolejowych RP z siedzibą w Poznaniu, przyjmując też jego nazwę. W literaturze występuje też następująca nazwa: Związek Urzędników Kolejowych na Rzplitą Polską (1927). Związek wpisany został 29 lipca 1930 do rejestru Komisariatu Rządu pod nr 1190. Zrzeszony był w Centrali Zjednoczenia Klasowych Związków Zawodowych w R.P. Określany też był jako organizacja prorządowa. W ostatnim okresie organizacja skupiała członków w 186 kołach.

## Prezesi
- 1925 - Leon Lempke
- 1935[3]-1939 - Tadeusz Hamuliński

## Media
Organem związku był Łącznik (1922-1939). Związek zajmował się też działalnością wydawniczą podręczników z zakresu kolejnictwa.

## Siedziby
- W latach 1925–1930 siedziba mieściła się przy ul. Żurawiej 8, następnie przy Wybrzeżu Helskim 5 (1936-1939).